# Ministerio de Defensa (Bolivia)
El Ministerio de Defensa es el responsable de gestionar y administrar los recursos de las Fuerzas Armadas de Bolivia para el cumplimento de su misión constitucional, coordinado y promoviendo a la vez, acciones de seguridad y defensa, gestión de riesgos de desastres  y participando en el desarrollo integral del Estado Plurinacional de Bolivia.

## Historia

### Orígenes del Ministerio de Guerra
Al crearse la República de Bolivia, en 1825, el Libertador Simón Bolívar solo tenía como colaborador inmediato a un Secretario General, quien fue Felipe Santiago Estenos. Con la promulgación de la Primera Constitución Política del Estado, en 1826, se crearon tres Ministerios: Interior y Relaciones Exteriores, Hacienda y Guerra y Marina. El primer ministro de esta última cartera, fue el coronel Agustín Geraldino, que fue secretario y ayudante de campo del mariscal Antonio José de Sucre y le correspondió atender las primeras tareas administrativas del período de organización de la República, en este momento histórico, fue instituido el Ejército y se ordenó la ejecución de un primer Estatuto Orgánico y las primeras leyes y reglamentos sobre su organización, instrucción, uniformes y la confección del primer presupuesto de guerra. Creando además el primer Colegio Militar.
Después de esto, fue denominado “Ministerio de Guerra”, alta repartición de carácter político-militar que desempeñó las funciones administrativas y técnicas del Ejército Nacional. De esta manera tras un breve período de convulsión e incertidumbre, asumió la presidencia Andrés de Santa Cruz, ocupó la cartera el general José Miguel de Velasco, quien dictaminó la modernización de la milicia, creó un tribunal militar e instaló por segunda vez un Colegio Militar. Durante la administración del general José Ballivián, su Ministro de Guerra el general José María Pérez de Urdininea creó por tercera vez un Colegio Militar, reformuló las leyes y ordenanzas relacionadas con los uniformes, sueldos e instrucción de las tropas.
En los años siguientes, el Estado Boliviano entró en un periodo de asonadas y levantamientos militares, disolviendo y levantando nuevos ejércitos, durante el Gobierno de José María Linares, sus ministros de Guerra: Gregorio Pérez, José María Achá y Lorenzo Velasco Flor, hicieron un esfuerzo importante en educar y dignificar al ejército elevándolo a un alto nivel moral e intelectual creando escuelas y academias para oficiales y clases. Gradualmente se fue estableciendo una institucionalidad más fuerte, instituyéndose el poder formal del Estado en sucesión de una forma personal de poder.
Durante la administración del general José María Achá, su Ministro de Guerra Sebastián Agreda, organizó el primer Batallón de Zapadores. En el gobierno del Mariano Melgarejo, fue instalado en la ciudad de Sucre la Corte Marcial. Pero fue en la administración del teniente coronel Adolfo Ballivián, que la organización de la defensa tomó un nuevo giro institucional promovido por su Ministro Mariano Ballivián, quien trató de dotar al país de barcos de Guerra para la defensa de las costas del Litoral.

### El Ministerio de Guerra durante la Guerra del Pacífico
Durante el gobierno del Gral. Hilarión Daza, los Generales Carlos de Villegas, Manuel Othón Jofré, Claudio Acosta y Casto Arguedas, fueron sus ministros que enviaron al Ejército hasta el teatro de las operaciones en la costa del Pacífico, de manera desorganizada y deficiente. Pero adquirieron una variedad de armas que utilizaron las tropas (Peabody, Remington, Spencer, Martinié y Chassepot) y 25 cañones que apenas tenían un alcance de 2.000 metros. Las cuales combatieron en Pisagua, la retirada de Camarones, San Francisco, el triunfo de Tarapacá y la batalla del Alto de Alianza. En la administración del Gral.
Narciso Campero, su ministro Nataniel Aguirre, reorganizó el Ejército.

### El Ministerio de Guerra durante a fines delsigloXIXy la Guerra del Acre
En la presidencia de Aniceto Arce, el Ministerio de Guerra Severo Fernández Alonso, fundó definitivamente el Colegio Militar. Durante las dos últimas décadas del siglo XIX, la organización y expansión del Estado cobró un nuevo rumbo y la cartera de Defensa se denominó Ministerio de Guerra y Colonización, esto se debió a que auspició exploraciones militares en las tierras bajas bolivianas.
En este período histórico al finalizar el siglo XIX, Bolivia perdió gran parte del Acre, no porque sus fuerzas hubieran sido derrotadas en combate, en realidad ganaron gran parte de ellas como por ejemplo Riosinho, Puerto Alonso y Puerto Rico. Destacados hombres públicos sirven en la cartera de Guerra, con acierto, eficiencia y valentía, entre ellos se encuentran Jenaro Sanjinés y Joaquín Eusebio Herrero, Ismael Montes, Andrés S. Muñoz y Fermín Prudencio.
A comienzos del siglo XX se reformó el ejército, el proyecto de militarizar la nación era parte del programa militar, es decir ampliar el reclutamiento al campesinado y transformar el ejército en una organización profesional, empleando misiones extranjeras de entrenamiento, como por ejemplo la misión francesa, que adoptó la ley de conscripción de 1907, implementó un nuevo sistema de rangos, estipulo límites de edad y reforzó los programas de enseñanza en la Escuela de Guerra, Colegio Militar y Escuela de Clases. Después de un período de relativa calma en 1910, se echaron las bases de la reorganización moderna del Ejército, fue organizado definitivamente el Estado Mayor General, la Intendencia de Guerra, se estableció el Servicio Militar Obligatorio, se fundó los primeros fortines en el Chaco y se dictó muchas disposiciones y reglamentos, además fueron deslindadas las atribuciones de estas dos altas reparticiones y el Ministerio de Guerra quedó con las que son propias de su importante función en todo lo que se refiere a la administración de las Fuerzas Armadas y como represente de ella ante las cámaras legislativas y los poderes públicos.
Durante la administración de Eliodoro Villazón, sus Ministros de Guerra Julio la Faye, Andrés S Muñoz y José Santos Quinteros, impulsaron un nuevo rumbo de modernización del Ejército, contrató una Misión Militar Alemana (1911), la cual adoptó procedimientos modernos de Instrucción, fueron adquiridos armamentos de nuevo tipo, se adoptó el equipo y uniforme alemán, además se incorporó al indígena al Servicio Militar Obligatorio.
Para la segunda década del siglo XX, esta cartera impulsó la fundación de varios regimientos en la región del Chaco y también promovió el uso de la aviación fundando la primera Escuela Aérea Militar. Sin embargo, en 1928 el Ejército es movilizado y el Gobierno de Hernando Siles, impulsó la modernización militar y adquiere nuevos armamentos en la Casa Vickers de Londres.

## Sede
Desde la creación del Ministerio de Guerra, hasta la década de 1880, la sede de sus funciones fue itinerante, luego fue la capital de la República, Sucre. En 1900, luego de la Guerra Federal, el Ministerio de Guerra junto al Gobierno Central, se trasladó la sede de sus funciones a la ciudad de La Paz. A un comienzo ocupó parte de las oficinas del Palacio de Gobierno en la Plaza Murillo.
Posteriormente parte de sus dependencias se encontraban en el Palacio Legislativo, Gran Cuartel de Miraflores y la Intendencia, que se encontraba en el Prado de La Paz.
Aunque durante la Guerra del Chaco, fueron centralizadas sus oficinas en el Gran Cuartel General de Miraflores.
Durante la Presidencia del Gral. Enrique Peñaranda, la necesidad de mejorar el rendimiento y mayor eficiencia en la administración de las Fuerzas Armadas, se dispuso en 1942, la construcción del edificio situado en la esquina de la Calle 20 de Octubre y Pedro Salazar, donde actualmente reside.

## Ministros
Ocuparon el cargo del Ministerio de Defensa:
| Ministro/a de Defensa Nacional         | Posesionado/a por el Presidente/a | Periodo como Ministro                            | Duración en el Cargo      | Decreto Presidencial de Designación |
| -------------------------------------- | --------------------------------- | ------------------------------------------------ | ------------------------- | ----------------------------------- |
| DÉCADA DE 1990 (Años 90s)              |                                   |                                                  |                           |                                     |
| Alberto Sainz Klinski                  | Jaime Paz Zamora                  | 9 de agosto de 1991 - 6 de agosto de 1993        | 1 año, 11 meses y 28 días | Decreto 22886                       |
| Antonio Céspedes Toro                  | Gonzalo Sánchez de Lozada         | 6 de agosto de 1993 - 26 de marzo de 1994        | 7 meses y 20 días         | Decreto 23623                       |
| Raúl Tovar Piérola                     | Gonzalo Sánchez de Lozada         | 26 de marzo de 1994 - 31 de agosto de 1995       | 1 año, 5 meses y 5 días   | Decreto 23747                       |
| Jorge Otasevic Toledo † (1938-2020)    | Gonzalo Sánchez de Lozada         | 31 de agosto de 1995 - 1 de diciembre de 1996    | 1 año, 3 meses y 1 día    | Decreto 24107                       |
| Alfonso Kreidler Guillaux † (?-2008)   | Gonzalo Sánchez de Lozada         | 1 de diciembre de 1996 - 6 de agosto de 1997     | 8 meses y 5 días          | Decreto 24426                       |
| Fernando Kieffer Guzmán † (1949-2009)  | Hugo Banzer Suárez                | 6 de agosto de 1997 - 21 de junio de 1999        | 1 año, 10 meses y 15 días |                                     |
| Jorge Crespo Velasco (-)               | Hugo Banzer Suárez                | 21 de junio de 1999 - 25 de abril de 2000        | 10 meses y 4 días         |                                     |
| DÉCADA DE 2000 (Años 2000s)            |                                   |                                                  |                           |                                     |
| Oscar Vargas Lorenzetti (-)            | Hugo Banzer Suárez                | 25 de abril de 2000 - 6 de agosto de 2001        | 1 año, 3 meses y 11 días  |                                     |
| Óscar Guilarte Luján (-)               | Jorge Quiroga Ramírez             | 6 de agosto de 2001 - 6 de agosto de 2002        | 1 año                     |                                     |
| Freddy Teodovich Ortiz (1955-)         | Gonzalo Sánchez de Lozada         | 6 de agosto de 2002 - 5 de agosto de 2003        | 11 meses y 30 días        |                                     |
| Carlos Sánchez Berzain (1959-)         | Gonzalo Sánchez de Lozada         | 5 de agosto de 2003 - 17 de octubre de 2003      | 2 meses y 12 días         |                                     |
| Gonzalo Arredondo Millán (-)           | Carlos Mesa Gisbert               | 19 de octubre de 2003 - 9 de junio de 2005       | 1 año, 7 meses y 21 días  |                                     |
| Gonzalo Elías Méndez Gutiérrez (1942-) | Eduardo Rodríguez Veltzé          | 14 de junio de 2005 - 22 de enero de 2006        | 7 meses y 8 días          |                                     |
| Walker San Miguel Rodríguez (1963-)    | Evo Morales Ayma                  | 23 de enero de 2006 - 23 de enero de 2010        | 4 años                    |                                     |
| DÉCADA DE 2010 (Años 10s)              |                                   |                                                  |                           |                                     |
| Rubén Aldo Saavedra Soto (1960-)       | Evo Morales Ayma                  | 23 de enero de 2010 - 4 de abril de 2011         | 1 año, 2 meses y 12 días  |                                     |
| María Cecilia Chacón Rendón (1980-)    | Evo Morales Ayma                  | 6 de abril de 2011 - 26 de septiembre de 2011    | 5 meses y 21 días         |                                     |
| Rubén Aldo Saavedra Soto (1960-)       | Evo Morales Ayma                  | 27 de septiembre de 2011 - 23 de enero de 2015   | 3 años, 3 meses y 26 días |                                     |
| Jorge Ledezma Cornejo (1963-)          | Evo Morales Ayma                  | 23 de enero de 2015 - 31 de marzo de 2015        | 2 meses y 8 días          |                                     |
| Reymi Luis Ferreira Justiniano (1963-) | Evo Morales Ayma                  | 31 de marzo de 2015 - 23 de enero de 2018        | 2 años, 9 meses y 23 días | [ 1 ]                               |
| Javier Eduardo Zavaleta López (1970-)  | Evo Morales Ayma                  | 23 de enero de 2018 - 10 de noviembre de 2019    | 1 año, 9 meses y 18 días  | [ 2 ]                               |
| Luis Fernando López Julio (1964-)      | Jeanine Áñez Chávez               | 13 de noviembre de 2019 - 6 de noviembre de 2020 | 11 meses y 23 días        | [ 3 ]                               |
| DÉCADA DE 2020 (Años 20s)              |                                   |                                                  |                           |                                     |
| Edmundo Novillo Agiilar (1963-)        | Luis Arce Catacora                | 9 de noviembre de 2020 - Actualidad              | 4 años, 7 meses y 2 días  |                                     |

### Viceministros

#### Defensa y Cooperación al Desarrollo Integral
- José Luis Begazo Ampuero desde el 31 de enero de 2017

#### Viceministerio de Defensa Civil
- Óscar Cabrera Coca desde 2011 hasta 2018. Volvió a reasumir en mayo de 2019

#### Viceministerio de Lucha contra el Contrabando
- Cnl. DAEN (RA) Luis Amilcar Velásquez Burgoa  desde el 3 de abril de 2021